# Джон Слатъри
Джон М. Слатъри-младши (на английски: John M. Slattery, Jr., роден на 13 август 1962 г.) е американски актьор. Най-известен е с ролята си на Роджър Стърлинг в драматичния сериал „Момчетата от Медисън авеню“, както и с малките си появи като Хауърд Старк в „Железният човек 2“, „Ант-Мен“ и „Капитан Америка: Войната на героите“.

## Личен живот
От 1998 г. е женен за актрисата Талия Балсъм, от която има един син, роден през 1999 г.